# Josip Hohnjec
‎Josip Hohnjec, slovenski teolog, filozof, politik in pedagog, * 1. januar 1873, Bistrica ob Sotli, † 14. februar 1964, Šmartno pri Velenju.
V letih 1885-1897 je študiral bogoslovje v Mariboru. Avgusta 1897 je bil nameščen za kaplana v Podsredi, a je že po nekaj tednih odšel na Dunaj v Avguštinej, kjer je leta 1901 promoviral za doktorja teologije. Leta 1905 je bil imenovan za profesorja dogmatike na bogoslovnem učiteljišču v Mariboru. Na Visoki bogoslovni šoli v Mariboru je dogmatično teologijo predaval v letih 1905−1919 in 1927-1941. Bil je tudi rektor mariborske visoke bogoslovne šole in predsednik Prosvetne zveze v Mariboru. Pred vojno se je posvečal predvsem delu v nepolitičnih organizacijah, verskim, prosvetnim, narodno-obrambnim in gospodarskim dejavnostim v SKSZ za Štajersko, katere podpredsednik je bil (predsednik od leta 1919). Leta 1917 se je zelo trudil za populariziranje Majniške deklaracije in tako prišel v politiko. Ob prevratu je bil podpredsednik Narodnega sveta v Mariboru ter je leta 1919 kot član delegacije SLS odšel v Začasno narodno predstavništvo v Beograd. Leta 1920 je bil izvoljen za narodnega poslanca v Ustavodajno skupščino Kraljevine SHS, kjer je izdatno sodeloval v ustavnem odseku. Leta 1925 je bil izvoljen v izvršilni odbor SLS za mariborsko volilno okrožje. Narodni poslanec je ostal do leta 1929, kjer je bil znan zaradi svojih načelnih, dobro pripravljenih in strokovno podkrepljenih govorov. Bil je tudi podpredsednik narodne skupščine.  